# Berengarius Raymond II van Barcelona
Berengarius Raymond II van Barcelona bijgenaamd de Broedermoordenaar (1053/1054 - 1097/1099) was van 1076 tot 1097 graaf van Barcelona. Hij behoorde tot het huis Barcelona.

## Levensloop
Hij was een zoon van graaf Raymond Berengarius I van Barcelona en Almodis van La Marche, dochter van graaf Bernard I van La Marche.
Na de dood van zijn vader in 1076 volgden hij en zijn tweelingbroer Raymond Berengarius II hem op als graaf van Barcelona. De broers slaagden er echter niet in om overeen te komen over het te voeren beleid en ze besloten om het graafschap Barcelona onderling te verdelen. Dit was tegen de laatste wil van hun vader in, die in zijn testament had gezet dat Barcelona in geen geval verdeeld mocht worden.
In december 1082 werd zijn tweelingbroer Raymond Berengarius II vermoord terwijl hij in de bossen aan het jagen was. Tot in 1086 was Berengarius Raymond vervolgens de enige heerser van het graafschap Barcelona. Door de publieke opinie werd hij echter beschouwd als de opdrachtgever van de moord op zijn broer. Deze verdenking en het feit dat een deel van de adel niet loyaal aan hem was, veroorzaakte een burgeroorlog en verschillende partijen wilden "de onrechtvaardige en criminele moordenaar" opzijschuiven. Uiteindelijk werd er in 1086 een compromis uitgewerkt. Berengarius Raymond II zou in naam van zijn minderjarige neef Raymond Berengarius III regeren tot in 1097, het jaar dat Raymond Berengarius III volwassen verklaard zou worden, en daarna moest hij aftreden.
Ook na zijn aftreden in 1097 leefde Berengarius Raymond II nog steeds onder de beschuldigingen van de moord op zijn broer. Om definitief te bepalen of hij al dan niet schuldig was, werd er een gerechtelijk tweegevecht georganiseerd. Dit tweegevecht verloor Berengarius Raymond II, waarna hij naar Jeruzalem vertrok. Ofwel was dit om op pelgrimstocht te gaan als straf, ofwel om deel te nemen aan de Eerste Kruistocht. Tijdens de tocht naar Jeruzalem kwam hij tussen 1097 en 1099 om.
- Biblioteca Nacional de España: XX5033192
- Virtual International Authority File: 164361184
- WorldCat: E39PBJhhm3RTkxjxQ7mgxGC84q